# Netbank
Netbank (Eigenschreibweise: netbank; amtliche Bezeichnung: Augsburger Aktienbank (netbank), kurz AAB (netbank)) war eine Marke der Augsburger Aktienbank, einer Direktbank, unter der sowohl Privat- als auch Geschäftskunden betreut wurden. Sie wurde zum 15. Juni 2022 geschlossen. Die Marke ging am 1. Juli 2016 aus der ehemaligen Netbank AG hervor, die 1998 gegründet wurde und Europas erste reine Internet-Bank ohne Filialen war. Die Netbank stellte ihren Betrieb zum 15. Juni 2022 ein.

## Geschichte

Altes Logo bis Mitte 2007

Die Netbank wurde 1998 als Kreditinstitut von sieben Sparda-Banken unter der Firma NetBank Aktiengesellschaft Ein Unternehmen von Sparda-Banken gegründet und nahm ihre Geschäftstätigkeit im April 1999 auf. 2002 erreichte die Netbank die Gewinnschwelle. 2004 hatte die Bank 50.000 Kunden. Zwei Jahre später wurde das mobile TAN-Verfahren (mTAN) eingeführt. Die Netbank war vom 1. Januar 2006 bis zum 8. Oktober 2017 Mitglied im Geldautomatenverbund Cashpool.
Rückwirkend zum 1. Januar 2007 wurde im Mai 2007 die Landesbank Berlin Hauptaktionär (75 % minus 1 Aktie) der Netbank und übernahm im Sommer 2007 die Aktienmehrheit. Im Zuge dessen wurde ein neues Logo mit stilisiertem Eurozeichen eingeführt. 2008 hatte die Netbank 100.000 Kunden. Ende 2012 folgte dem mTAN- die Einführung des ChipTAN-Verfahrens. Am 28. Februar 2017 erfolgt die Abschaltung des ChipTAN-Verfahrens sowie des iTAN-Verfahrens. Am 31. Dezember 2014 hatte die Bank 154.497 Kunden mit einem Einlagevolumen von 0,92 Milliarden Euro. Am 31. Dezember 2015 lag die Kundenzahl etwa gleichbleibend bei 155.000, bis Ende 2016 reduzierte sich die Zahl auf rund 150.000 Kunden. Ende Januar 2018 sollen nur noch 65.000 Kunden verblieben sein.
Am 21. Mai 2015 wurde bekannt, dass die Augsburger Aktienbank sämtliche Anteile der Netbank übernehmen möchte. Am 17. November 2015 waren die Aktien der Netbank vollständig an die Augsburger Aktienbank AG übergegangen und der Eigentümerwechsel wurde vollzogen. Am 1. Juli 2016 erfolgte die Fusion beider Banken. Seitdem wurde die Netbank als Marke der Augsburger Aktienbank weitergeführt.
Durch eine veränderte Gebührenstruktur (Einführung von Kontoführungsgebühren), einem veränderten Kartenangebot (Abschaffung der Girocard, stattdessen Debit Mastercard und damit verbundener Austritt aus dem Cashpool) sowie Einschränkungen beim kostenfreien Bargeldbezug bei der Marke Netbank und der Einführung/Erhöhung einer Depotgebühr bei der AAB rechnete die AAB-Gruppe mit einem Rückgang ihrer Kundenzahl um ca. 64.000. Bei den Umstellungen des Online-Bankings im Oktober 2017 kam es außerdem zu nicht unerheblichen Umleitungsproblemen aufgrund der notwendigen BIC-Umstellung vom ehemalig genossenschaftlichen BIC (GENODEF1S15) hin zum neuen BIC (AUGBDE71NET). Die Probleme beim Online-Banking dauerten auch eine Woche nach erfolgter Umstellung noch weiter an, da es laut Aussage der Netbank eine Migration von Kundendaten von einer ehemals genossenschaftlichen Bank auf eine private Bank im deutschen Bankensektor vorher noch nie gegeben habe und Erfahrungen dazu fehlten. Im Zuge der Migration der IT-Systeme der ehemaligen netbank AG auf die Augsburger Aktienbank musste lt. Geschäftsbericht 2017 am 11. Oktober 2017 ein sog. Notfallstatus ausgerufen werden. Ursache dafür waren im Wesentlichen Probleme in den Bereichen Zahlungsverkehr, Adressen und Kartenstrategie/Kartentausch. Diese und weitere Handlungsfelder wurden im Rahmen von 17 Task Forces abgearbeitet. Dadurch konnte der Notfall nach ca. 2,5 Wochen beendet werden. Im Ergebnis führten die Probleme zu einer Kunden-Kündigungswelle und die Bank ist Reputations- und Rechtsrisiken ausgesetzt.
Die Netbank wurde seit dem 4. Dezember 2017 im Bundesbankregister unter der BIC AUGBDE71NET geführt. Gemäß Homepage war auch noch der alte BIC weiter gültig.
2020 hatte die netbank bei ihren Kunden eine Preiserhöhung durchgeführt. Die monatliche Kontoführungsgebühr kostete seitdem einheitlich 4,85 € zzgl. Gebühren für Buchungsposten, egal ob das Konto als Gehaltseingangskonto verwendet wird oder nicht. Die Mastercard Debit, welche bei der netbank anstatt einer Girocard ausgegeben wird, kostete seit 2020 10 €/Jahr.
Im November 2021 wurde bekannt, dass die Netbank im Zuge der Einstellung des Geschäftsbetriebs der Augsburger Aktienbank geschlossen wird. Die Netbank stellte ihren Betrieb zum 15. Juni 2022 ein. Danach noch bei der Bank verbleibendes Kundenguthaben hat die Bank auf Kosten des Kunden beim Amtsgericht hinterlegt. Alle Dispokredite mussten in einer Summe zurückgezahlt werden. Eine Ratenzahlung war nicht möglich. Guthaben auf Prepaid-Kreditkarten mussten bis zum Stichtag aufgebraucht sein.

## Produkte
Das Produktportfolio unter der Marke erstreckte sich von einem Girokonto über eine Debit Mastercard (anstelle der zuvor ausgegebenen Girocard), weitere Kreditkarten sowie ein Tagesgeldkonto und ein Wertpapierdepot.
Seit Oktober 2015 wurde auch ein Geschäftskonto für Freiberufler, Selbständige und eingetragene sowie nichteingetragene Kaufleute angeboten.
Ab dem 1. April 2017 erhob die Netbank für sämtliche Girokonten und Unterkonten Kontoführungsgebühren. Zum 1. Oktober 2019 hatte die Netbank eine deutliche Gebührenerhöhung für Geschäftsgirokonten durchgeführt. Seit diesem Datum wurde für ausnahmslos alle Geschäftskonten ein monatlicher Grundpreis neu eingeführt, zu dem noch Postenpreise und sonstige Entgelte dazukommen. Zum 1. Januar 2020 wurden die Kontoführungsgebühren auch für Privatkunden signifikant angehoben, Kunden zahlten für die Kontoführung statt einem Euro nun pauschal 4,85 € im Monat.
Zum 9. Oktober 2017 schied die Bank aus den Cashpool aus und vergab seither keine Girocards mehr an ihre Kunden. Alle ausgegebenen Girocards wurden zu diesem Stichtag ungültig. Die Girocard wurde durch eine Mastercard Debit ersetzt. Die bisher mit der Girocard möglichen ELV-Zahlungen und PIN-Zahlungen an Kassenterminals, die normalerweise marktüblich und in Deutschland Alltag sind, sind somit weggefallen. Das Geldabheben an Geldautomaten, welche Kreditkarten akzeptieren, war mit der Mastercard Debit nur noch einmal monatlich kostenfrei möglich. Der maximal mögliche Abhebebetrag wurde sowohl durch das Verfügungslimit bzw. das Guthaben des Girokontos als auch durch ein etwaiges Abhebelimit des Geldautomatenbetreibers beschränkt. Ebenfalls zum 9. Oktober 2017 fand ein Relaunch des Online-Bankings statt.
Seit Sommer 2019 bot die netbank mobile Bezahldienste wie Apple Pay, Google Pay und Garmin Pay an.